# Nikšić (gmina Batočina)
Nikšić (cyr. Никшић) – wieś w Serbii, w okręgu szumadijskim, w gminie Batočina. W 2011 roku liczyła 176 mieszkańców.